# إدوارد روبرت
إدوارد روبرت (بالفرنسية: Edouard Robert)‏ هو سياسي مدغشقري، ولد في 24 يونيو 1937. نشط حزبياً في Tiako i Madagasikara ‏. وقد انتخب Member of the Senate of Madagascar ‏.